# Zsófia Döme
Zsófia Döme (ur. 18 czerwca 1992 w Budapeszcie) – węgierska narciarka alpejska, olimpijka z Vancouver, dwukrotna uczestniczka mistrzostw świata w narciarstwie alpejskim.
W 2010 roku wzięła udział w igrzyskach w Vancouver, podczas których wystąpiła w trzech konkurencjach alpejskich. W supergigancie zajęła 36. miejsce, w slalomie była 44., a w slalomie gigancie nie została sklasyfikowana – nie ukończyła pierwszego przejazdu.
Dwukrotnie uczestniczyła w alpejskich mistrzostwach świata. W 2009 roku, na mistrzostwach w Val d'Isère, uplasowała się na 41. miejscu w slalomie gigancie, a w slalomie nie ukończyła pierwszego przejazdu i nie została sklasyfikowana. Dwa lata później, na mistrzostwach w Garmisch-Partenkirchen, była 37. w slalomie i 53. w slalomie gigancie.
W lutym 2009 roku wystąpiła w slalomie i slalomie gigancie podczas zimowego olimpijskiego festiwalu młodzieży Europy w Szczyrku. W slalomie zajęła 30. miejsce, a w gigancie nie została sklasyfikowana – nie zakwalifikowała się do drugiej rundy rywalizacji.
W latach 2008–2011 kilkukrotnie zajęła miejsca w pierwszej trójce zawodów juniorskich i uniwersyteckich. W marcu 2010 roku w Innerkrems została wicemistrzynią Węgier juniorów w slalomie gigancie. Przegrała wówczas tylko z Anną Berecz.